# Argyrolobium macrophyllum
Argyrolobium macrophyllum är en ärtväxtart som beskrevs av Hermann August Theodor Harms. Argyrolobium macrophyllum ingår i släktet Argyrolobium och familjen ärtväxter. Inga underarter finns listade i Catalogue of Life.